# Tjark de Vries
Tjark Arno (Tjark) de Vries (Waddinxveen, 17 juli 1965) is een Nederlands roeier. Hij vertegenwoordigde Nederland bij een aantal grote internationale wedstrijden. Zo nam hij eenmaal deel aan de Olympische Spelen, maar won bij die gelegenheid geen medailles.
In 1988 maakte nam hij op 23-jarige leeftijd deel aan de Spelen van Seoel. Hij kwam hierbij uit op het onderdeel vier zonder stuurman. De roeiwedstrijden werden gehouden op de roei- en kanobaan in de rivier Han vlak bij Seoel. De Nederlandse boot kwalificeerde zich via 6.17,24 (series) en 6.14,96 (halve finale) voor de kleine finale. Daar finishten de Nederlanders als derde in 6.15,32 en eindigde hiermee op een 9e plaats overall.
Hij studeerde civiele techniek aan de TH Delft en was lid van de Delftse studentenvereniging Laga. In 1990 begon hij als aannemer in de spoorbouw en stopte met toproeien. In 1999 begon hij een Nederlandse vestiging voor het Duitse spoorbouwbedrijf Spitzke, dat uitgroeide tot een bedrijf van meer dan honderd medewerkers en een jaaromzet van 60 miljoen.

## Palmares

### roeien (dubbel twee)
- 1982: 8e WK junioren - 5.16,50
- 1983: 10e WK junioren - 5.21,79

### roeien (vier zonder stuurman)
- 1987: 6e WK - 6.52,11
- 1988: 9e OS - 6.15,32
- 1989: 5e WK - 6.12,94

### roeien (acht met stuurman)
- 1985: 8e WK - 5.41,80
- 1986: 11e WK - 5.51,27

Johan Leutscher · 
Sven Schwarz · 
Ralph Schwarz · 
Tjark de Vries